# BR-232
A BR-232, também denominada Rodovia Luiz Gonzaga, é uma importante rodovia transversal federal brasileira que corta o estado de Pernambuco, começando na cidade de Recife e terminando na cidade de Parnamirim, no entroncamento com a BR-316 e a rodovia estadual PE-555. É uma das rodovias mais importantes do estado, ligando a capital Recife à Caruaru e ao interior, cortando também outras grandes cidades pernambucanas, como Jaboatão dos Guararapes, Vitória de Santo Antão, Gravatá, Belo Jardim, Arcoverde, Serra Talhada e Salgueiro.

## História
Ao longo dos anos, a BR-232 passou por várias mudanças em sua infraestrutura, dado o alto número de veículos em circulação (e consequentemente de acidentes). Até meados da década de 1990, a rodovia só estava duplicada entre Recife e Jaboatão dos Guararapes, quando deu-se início ao projeto de duplicação, durante o governo de FHC. Em 1998, o trecho entre Recife e Gravatá foi entregue, e em 2004 a duplicação total entre Recife e Caruaru foi concluída. Atualmente, a rodovia se encontra duplicada até o entroncamento com a BR-423, no município de São Caetano.
Em 2022, o trecho da BR-232 no bairro do Curado, em Jaboatão dos Guararapes, passou por obras de triplicação a fim de diminuir o tempo de trânsito e os congestionamentos. Em 2023, as obras de triplicação da via foram entregues, mesmo havendo a falta da parte de urbanização e iluminação prometidas no projeto inicial.